# Wesley Moraes Ferreira da Silva
Wesley Moraes Ferreira da Silva – meglio noto come Wesley – (Juiz de Fora, 24 novembre 1996) è un calciatore brasiliano, attaccante dello Shenzhen Xin Pengcheng.

## Biografia
Diventato padre in giovanissima età, nell'adolescenza si è mantenuto facendo l'operaio in una fabbrica di chiodi. Ha una gamba di tre centimetri più corta rispetto all'altra.

## Caratteristiche tecniche
Centravanti dal fisico imponente, dotato di una notevole velocità, ha un ottimo senso del gol ed è abile nel dribbling, oltre che nel gioco aereo; per le sue caratteristiche è stato paragonato a Romelu Lukaku e Christian Benteke.

## Carriera

### Club
Ha iniziato giocando a futsal, crescendo poi nel settore giovanile dell'Itabuna. Nel 2015 passa all'AS Trenčín; dopo un'ottima prima parte di stagione, il 29 gennaio 2016 viene acquistato dal Club Bruges.
Il 13 giugno 2019, dopo aver conquistato quattro titoli con il club belga, si trasferisce all'Aston Villa per 25 milioni di euro. Termina anzitempo la prima stagione in Premier League a causa di un infortunio al legamento crociato.
Il 28 luglio 2021 fa ritorno al Club Brugge con la formula del prestito.
Il 7 gennaio 2022 vola in Brasile, sempre in prestito, all'Internacional.
Il 24 luglio 2022 viene ceduto in prestito al Levante.
Il 28 luglio 2023, dopo non essere stato riscattato dal club iberico, viene ceduto a titolo definitivo allo Stoke City.

### Nazionale
Ha esordito con la nazionale brasiliana il 15 novembre 2019, nell'amichevole persa per 0-1 contro l'Argentina.

## Statistiche

### Presenze e reti nei club
Statistiche aggiornate al 1º gennaio 2020.
| Stagione           | Squadra            | Campionato         | Campionato | Campionato | Coppe nazionali | Coppe nazionali | Coppe nazionali | Coppe continentali | Coppe continentali | Coppe continentali | Altre coppe | Altre coppe | Altre coppe | Totale | Totale |
| Stagione           | Squadra            | Comp               | Pres       | Reti       | Comp            | Pres            | Reti            | Comp               | Pres               | Reti               | Comp        | Pres        | Reti        | Pres   | Reti   |
| ------------------ | ------------------ | ------------------ | ---------- | ---------- | --------------- | --------------- | --------------- | ------------------ | ------------------ | ------------------ | ----------- | ----------- | ----------- | ------ | ------ |
| 2015-gen. 2016     | Trenčín            | SL                 | 18         | 6          | CS              | 2               | 0               | UCL                | 2                  | 2                  | -           | -           | -           | 22     | 8      |
| gen.-giu. 2016     | Club Bruges        | D1                 | 3+3        | 1+1        | CB              | 0               | 0               | UCL+UEL            | -                  | -                  | SB          | -           | -           | 6      | 2      |
| 2016-2017          | Club Bruges        | D1                 | 17+8       | 1+5        | CB              | 1               | 0               | UCL                | 5                  | 0                  | SB          | 1           | 0           | 32     | 6      |
| 2017-2018          | Club Bruges        | D1                 | 28+10      | 7+4        | CB              | 5               | 2               | UCL+UEL            | 0+1                | 0                  | -           | -           | -           | 44     | 13     |
| 2018-2019          | Club Bruges        | D1                 | 28+10      | 10+3       | CB              | 1               | 0               | UCL+UEL            | 6+2                | 2+1                | SB          | 1           | 1           | 48     | 17     |
| Totale Club Bruges | Totale Club Bruges | Totale Club Bruges | 107        | 32         |                 | 7               | 2               |                    | 14                 | 3                  |             | 2           | 1           | 130    | 38     |
| 2019-2020          | Aston Villa        | PL                 | 21         | 5          | FACup+CdL       | 0+1             | 0+1             | -                  | -                  | -                  | -           | -           | -           | 22     | 6      |
| Totale carriera    | Totale carriera    | Totale carriera    | 146        | 43         |                 | 10              | 3               |                    | 16                 | 5                  |             | 2           | 1           | 174    | 52     |

### Cronologia presenze e reti in nazionale
| Cronologia completa delle presenze e delle reti in nazionale ― Brasile | Cronologia completa delle presenze e delle reti in nazionale ― Brasile | Cronologia completa delle presenze e delle reti in nazionale ― Brasile | Cronologia completa delle presenze e delle reti in nazionale ― Brasile | Cronologia completa delle presenze e delle reti in nazionale ― Brasile | Cronologia completa delle presenze e delle reti in nazionale ― Brasile | Cronologia completa delle presenze e delle reti in nazionale ― Brasile | Cronologia completa delle presenze e delle reti in nazionale ― Brasile |
| Data                                                                   | Città                                                                  | In casa                                                                | Risultato                                                              | Ospiti                                                                 | Competizione                                                           | Reti                                                                   | Note                                                                   |
| ---------------------------------------------------------------------- | ---------------------------------------------------------------------- | ---------------------------------------------------------------------- | ---------------------------------------------------------------------- | ---------------------------------------------------------------------- | ---------------------------------------------------------------------- | ---------------------------------------------------------------------- | ---------------------------------------------------------------------- |
| 15-11-2019                                                             | Riyad                                                                  | Brasile                                                                | 0 – 1                                                                  | Argentina                                                              | Amichevole                                                             | -                                                                      | 86’                                                                    |
| Totale                                                                 |                                                                        | Presenze                                                               | 1                                                                      |                                                                        | Reti                                                                   | 0                                                                      |                                                                        |

## Palmarès

### Club

#### Competizioni nazionali
- Campionato belga: 2

Club Bruges: 2015-2016, 2017-2018
- Supercoppa del Belgio: 2

Club Bruges: 2016, 2018

### Individuale
- Capocannoniere della TFF 1. Lig: 1

2024-2025 (21 reti)